# Hermandad del Cristo Resucitado (Herrera)
La Hermandad y Cofradía de Nazarenos de la Sagrada Resurrección de Nuestro Señor Jesucristo y Dulce Nombre de Jesús de Herrera es una hermandad de penitencia y gloria de esta localidad de la provincia de Sevilla (España). También conocida como "Hermandad de la Resurrección y Dulce Nombre" o "Hermandad del Resucitado".

## Historia

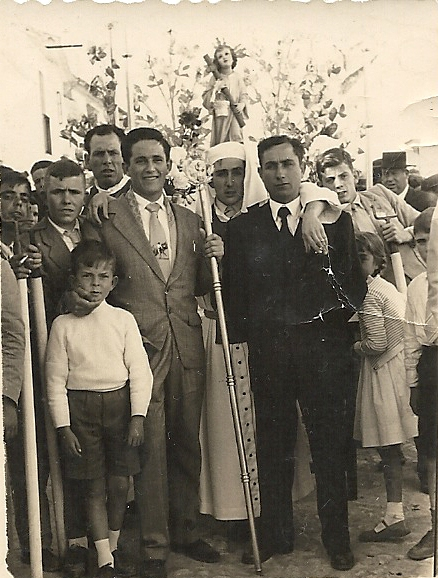
Procesión de la Hermandad del Dulce Nombre el Domingo de Resurrección de 1956.

Esta Hermandad ya existía con la denominación de Hermandad del Dulce Nombre con anterioridad a su refundación, si bien se desconoce la fecha en que se creó en primera instancia. Existen diversos relatos donde queda constancia de la existencia de esta Hermandad durante el siglo XIX y XX (fechas anteriores a 1941), además del inventario de la Parroquia, siendo el Dulce Nombre de Jesús la única Imagen que aparece en el mismo, con fecha de 1703. 
Tras su primera constitución la Hermandad se vería malograda a causa de la Guerra Civil, cuando fueron quemadas parte de sus imágenes, entre ellas su titular, un Niño Jesús, denominado «Niño de la Bola» con el que se procesionaba el Jueves Santo, así como un «San José», con el que se hacía una representación de la escena bíblica en el templo con el «Niño Perdido», como también se le llamaba al titular.
Desde 1941, momento en que se reorganiza la cofradía, adquiriéndose una nueva talla del Niño Jesús, se reinicia su actividad volviendo a realizarse la salida procesional del día de Resurrección. Sin embargo no será hasta enero de 1971 cuando se redenominará a la cofradía oficialmente como Hermandad del Santísimo Cristo Resucitado. Hasta 1973, cuando se adquiere la talla del «Cristo Resucitado», se siguió realizando la estación con el «Niño de la Bola».
Al ser una pequeña Hermandad, por tener en su comienzo un carácter eminentemente familiar (siendo su origen familiar, son apellidos frecuentes en su nómina los Jiménez, Juárez y Montaño), se vio afectada por la reforma que hiciera el arzobispo Carlos Amigo Vallejo, ya que no alcanzaba los 50 miembros exigidos; viéndose en la necesidad de aumentar su nómina de hermanos para evitar la desaparición, esta vicisitud supuso un considerable rejuvenecimiento de la edad media de sus miembros, al incorporar a todos los niños menores como primera medida.
Durante el siglo XX la comitiva desfilaba de paisano, con traje oscuro, adoptándose el hábito para la estación de penitencia del 2005 bajo el mandato como hermano mayor de José María Juárez Jiménez.
Siendo la hermana mayor Regina Espinosa Muñoz (2008-2012), desde 2011, coincidiendo con el 70 aniversario de la reorganización de la Cofradía, la canastilla, que hasta entonces venía siendo desplazada mediante la ayuda de ruedas para soportar su peso, modificó la parihuela para aliviar su carga e incorporar trabajaderas, y pasó de ser empujada a ser portada por treinta hermanos costaleros.
En 2013, se modifica el nombre de la hermandad para reflejar en él sus dos advocaciones, siendo ahora el actual.
Así mismo, 2013 se convierte en un año marcado al retomar el culto externo a la imagen del "Niño Perdido" coincidiendo con el 40 aniversario de la llegada del Cristo Resucitado, el Año de la Fe y la celebración de la Vigilia Diocesana de las Espigas en su misma localidad.
El 12 de febrero de 2014 es erigida canónicamente por Juan José Asenjo Peregrina, arzobispo de Sevilla, considerando que fue fundada en tiempo inmemorial, existiendo comprobantes sobre su existencia de hecho.

## Escudo
Compuesto por un blasón en oro sobre el cual está inscrito el monograma JHS remarcado en gules. Timbrado por la flor de lis, la cual también aparece debajo del monograma, que simboliza la iluminación, la perfección y la resurrección. Alrededor del blasón se entrelazan palmas, que representan el triunfo, y laurel, representando la gloria.

## Paso
Paso Resucitado

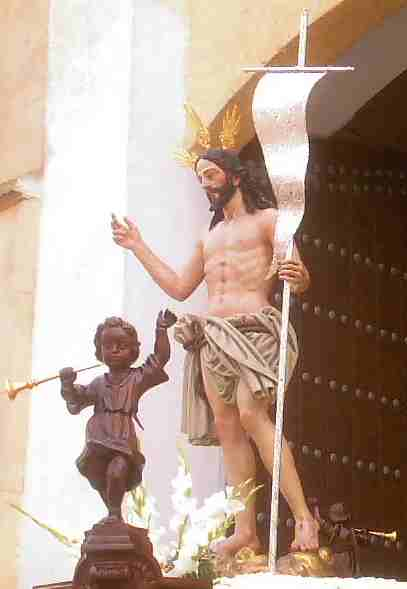
Imagen de Jesús Resucitado (Buiza, 1973).

La imagen titular paso es la de Jesús Resucitado, siendo esta escultura en madera de pino de Flandes policromada de un altura de 1.82m, talla del imaginero Francisco Buiza, realizada en 1973, de muy similar factura a otra de igual autor y fecha que es la titular en la Hermandad de la Sagrada Resurrección de Sevilla en la capital de la provincia. Lleva la imagen también tallado el paño de pureza, que atado a la cintura cuelga del lado. El Señor porta un estandarte, con las letras JHS, que pende de una cruz —ambos de plata— en su mano izquierda, en tanto que con la derecha se encuentra en actitud de bendecir; lleva potencias de alpaca cincelada y dorada en la cabeza.
La canastilla es sencilla, en madera oscura, obra de 1981 de Andrés Palos en estilo neobarroco, dispone de cuatro serafines en las esquinas, con trompetas doradas, y sendos medallones en los cuatro lados tallados, en los que figura en el del frontal las iniciales JHS del escudo de la Hermandad y en las otras tres cartelas elementos de la pasión; el llamador es de plata. El exorno floral es un monte de claveles, blancos o rojos.
Paso Dulce Nombre
La imagen titular es la del Dulce Nombre de Jesús, de unos 90 cm de altura, está datada en 1941. El "Niño Perdío" aparece abrazado la cruz, pisando con su pie izquierdo la bola del mundo. En su salida procesional porta un canastillo de plata atado al brazo. Está colocado sobre una peana dorada en cuyo frente tiene tallado el monograma IHS. 
Las andas son portadas por ocho hermanos. Tiene un montículo con dos peldaños donde va colocada la imagen y un templete plateado rematado con una cruz. En ambos lados de las andas se sitúa una ánfora de plata y en el frontal el llamador.

## Sede
Tiene su sede en la Parroquia de Santiago, que se encuentra en la calle Iglesia de la localidad herrereña; situándose habitualmente la imagen titular en la hornacina más cercana al crucero del lado de la Epístola de la nave del templo. La imagen del "Dulce Nombre de Jesús" se encuentra en la Ermita de la Concepción.

## Hábito
Túnica y antifaz de color crema con botonadura roja. Como cinturón un cintillo rojo, ancho de tela, con escudo en el centro bordado en dorado. Medalla plateada con cordón rojo. Guantes blancos.

## Salida procesional
Domingo de Resurrección

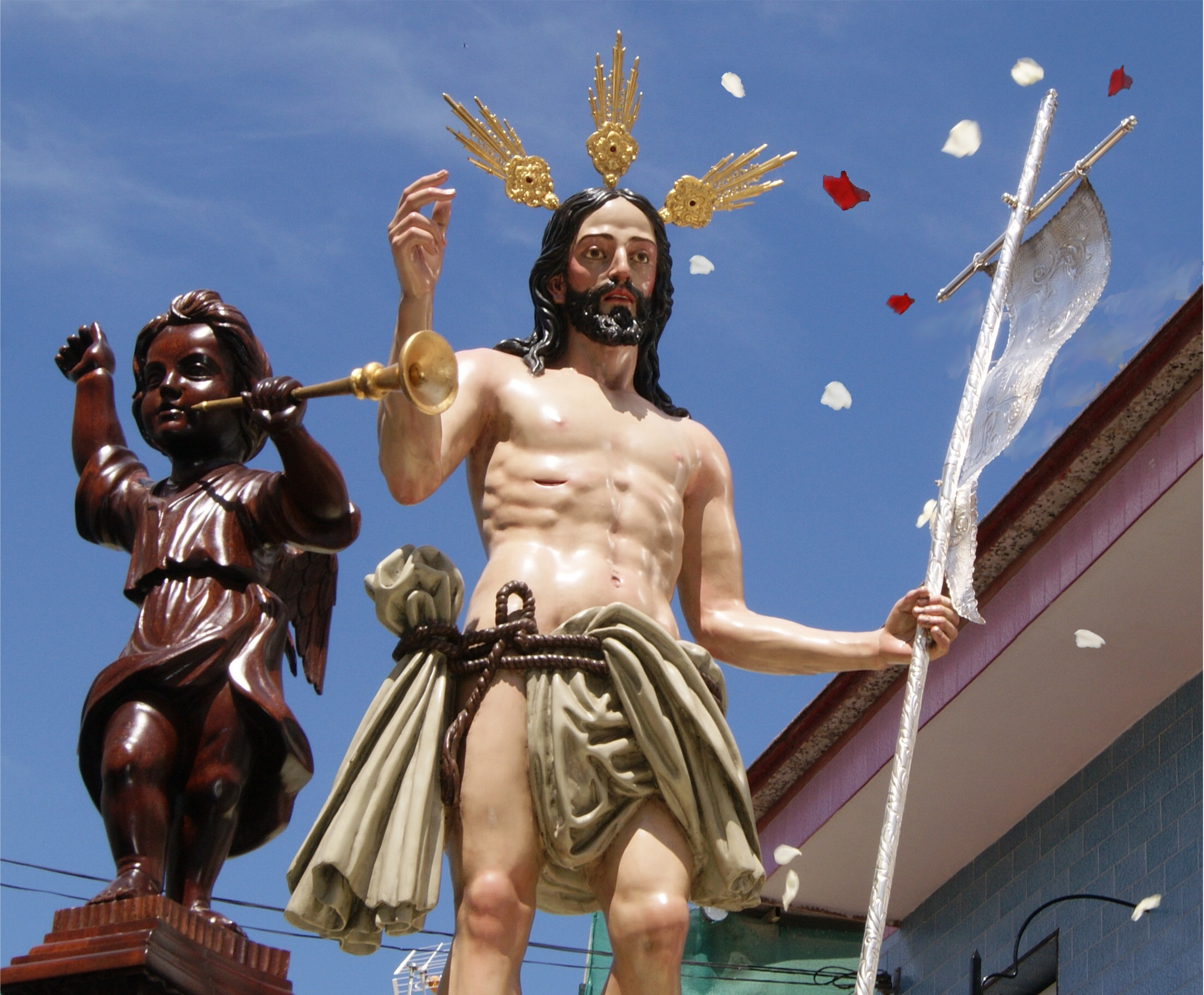

Tras una solemne misa a las 10:00, a las 10:30 se realiza una procesión bajo palio del Santísimo por los aledaños de la parroquia. La procesión se inicia a partir de las 11:00, teniendo su hora de recogida a las 14:00.
En su recorrido por las calles del pueblo, de unos 2.000 metros de longitud, le acompañan, precediéndola, representaciones de todas las Hermandades que ya realizaron su estación de penitencia en los días previos y aquellas otras Hermandades de Gloria de dicha localidad

## Itinerario
Domingo de Resurrección
Salida de la iglesia parroquial, calles Iglesia, plaza del Teniente Martín, Cuartel, Nueva, Amargura, Álamos, Roldán, Huerto, Salinas, San Vicente, Teatro, avenida de la Constitución, Antequera, callejón de la Lola, Martín Arjona, plaza de Modesto Barrera, plaza de España, Álamos, Amargura, Carretas, Teniente Martín, Iglesia, y entrada en el templo.